# ポマレ2世
ポマレ2世（Pomare II、1774年 - 1821年12月7日）は、ポマレ1世の跡を継ぎポマレ王朝を樹立したタヒチ島のアリイ。

## 概要
ポマレ2世は父であるポマレ1世の死後、1803年にタヒチ島のアリイの座に就いたが、好戦的で残忍な性格が災いして1808年の暴動によりその座を一時追われることとなる。モーレア島に逃げ込んだポマレ2世はタヒチ島の奪還を目論むもそのことごとくが失敗したことから自らが信仰していたオロ神を捨て、イギリス人宣教師ヘンリー・ノットの教えを受け、キリスト教へと傾倒するようになった。
キリスト教の同志を得たポマレ2世はライアテア島のタマトア4世、ボラボラ島のタポア1世といったアリイを味方につけ1815年、タヒチ島に上陸してフェイ・ピーの戦いを起こす。この戦闘での勝利が決定的となり、タヒチ島の統一を成し遂げると同年にポマレ王朝の樹立を宣言した。
ポマレ2世はイギリス人宣教師らの協力のもと、従来のタブーの撤廃や島民の改宗、オーストラリアとの交易の樹立、ポマレ法の制定など数々の政策を打ち出し、タヒチ島の西洋化・近代化を推し進めた。